# Псевдо-Филон
Псевдо-Филон — так называют автора иудейского труда, дошедшего до нас на латыни, и переписывавшегося вместе с латинскими переводами трудов Филона Александрийского, но очевидно написанного не Филоном. Латинское название книги — Liber Antiquitatum Biblicarum, «Библейские древности». Части этой книги были переведены на еврейский для средневековых Хроник Иерахмеила ( (англ.)Chronicles of Jerahmeel)

## Датировка
В книге упоминается Иерусалимский храм, он еще не разрушен—следовательно, произведение написано до 70 года н. э. Даниэль Харрингтон пишет: "Также датировка ранее 70 года н. э. (возможно, около времени жизни Иисуса) поддерживается тем, какой текст Ветхого Завета использован, а также свободным отношением к тексту, интересом к жертвоприношениям и другим вопросам, имеющим отношение к культу, и не упоминанием разрушения Храма". С этой точкой зрения согласны не все ученые. Говард Джейкобсон пишет: "Попросту нет убедительных аргументов в пользу датировки ранее 70 года" Он считает, что книга не могла быть написана позже середины II века н. э., возможно, в правление Адриана.

## Язык оригинала и история перевода
Считается, что книга была написана на еврейском языке, переведена на греческий, затем на латинский, в результате многие имена собственные, не встречающиеся в тексте Библии, были искажены до неузнаваемости.

## Краткое содержание
В книге перечислены события библейской истории от Адама до смерти Саула. Некоторые события опущены, некоторые изменены, некоторые добавлены по сравнению с текстом Библии. Многие из добавлений имеют параллели в других иудейских произведениях.
Некоторые ученые считают, что то, что произведение заканчивается смертью Саула, означает, что у книги было продолжение, которое до нас не дошло. Другие считают, что книга дошла полностью.

### Книга как источник для легенд
У Псевдо-Филона встречаются самые ранние упоминания многих популярных позднее добавлений к библейскому тексту, таких как ввержение Авраама в огонь, свадьба Дины и Иова, рождение Моисея обрезанным. Некоторые моменты повествования значительно отличаются от канона, например, Авраам возглавляет восстание против строителей Вавилонской башни (за что его и бросают в огонь).
Книга включает плач приносимой в жертву дочери Иеффая. Комментаторы отмечают, что образ дочери (как и другие женские образы Псевдо-Филона) гораздо более сильный и положительный, чем библейский образ. У нее есть имя (Сейла), и она не пассивный участник событий, а мудрая женщина, с готовностью идущая на жертву. Один из комментаторов пишет: «автор сделал все, чтобы поместить эту женщину на один уровень с патриархами, в особенности с Исааком».